# Assandh
Assandh è una città dell'India di 22.707 abitanti, situata nel distretto di Karnal, nello stato federato dell'Haryana. In base al numero di abitanti la città rientra nella classe III (da 20.000 a 49.999 persone).

## Geografia fisica
La città è situata a 29° 31' 0 N e 76° 35' 60 E e ha un'altitudine di 217 m s.l.m..

## Società

### Evoluzione demografica
Al censimento del 2001 la popolazione di Assandh assommava a 22.707 persone, delle quali 12.082 maschi e 10.625 femmine. I bambini di età inferiore o uguale ai sei anni assommavano a 3.424, dei quali 1.851 maschi e 1.573 femmine. Infine, coloro che erano in grado di saper almeno leggere e scrivere erano 13.974, dei quali 8.086 maschi e 5.888 femmine.